# Paul Thiébault

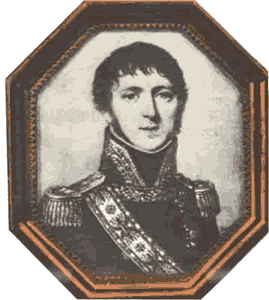
Generalul Thiébault

Paul Charles François Adrien Henri Dieudonné Thiébault, născut la 14 decembrie 1769 la Berlin și decedat la 14 octombrie 1846, la Paris, baron al Primului Imperiu, a fost un general de divizie francez al perioadei revoluționare și imperiale.
1. 1 2  Autoritatea BnF, accesat în 10 octombrie 2015
2. 1 2  Paul Thiébault, SNAC, accesat în 9 octombrie 2017
3. ↑  Autoritatea BnF, accesat în 10 octombrie 2015